# Hyperfunktion (Mathematik)
In der Mathematik ist eine Hyperfunktion {\displaystyle h(x)} eine Generalisierung von Funktionen als Sprung von einer holomorphen Funktion {\displaystyle f(x)} auf eine andere holomorphe Funktion {\displaystyle g(x)} auf einer gegebenen Grenze {\displaystyle \gamma }:
{\displaystyle h(x)=\left(\!|f(x),g(x)|\!\right)}

## Geschichte
Es gibt unterschiedliche Zugänge zur Theorie der Hyperfunktionen. Mikio Satō führte im Jahr 1958 als erster vor allem auf Basis der Arbeiten von Alexander Grothendieck Hyperfunktionen ein. Er definierte sie in einem abstrakten Sinn als Randwerte auf der reellen Achse. So verstand Sato unter Hyperfunktionen Paare {\displaystyle (F_{+},F_{-})} von Funktionen {\displaystyle F_{\pm }}, die für {\displaystyle \operatorname {Im} (z)>0} beziehungsweise für {\displaystyle \operatorname {Im} (z)<0} modulo dem Paar {\displaystyle (F,-F)}, wobei {\displaystyle F} eine ganze analytische Funktion ist, analytisch sind. In einer zweiten Arbeit erweiterte er mit Hilfe der Garbenkohomologietheorie das Konzept der Hyperfunktionen auf Funktionen im {\displaystyle \mathbb {R} ^{n}}. Dieser Zugang von Sato für Hyperfunktionen im {\displaystyle \mathbb {R} ^{n}} ist recht umständlich. So entwickelte André Martineau mit Hilfe der Theorie analytischer Funktionale einen weiteren Zugang zu den Hyperfunktionen.

## Analytisches Funktional
Sei {\displaystyle K\subset \mathbb {R} ^{n}} eine kompakte Teilmenge. Im Folgenden wird mit {\displaystyle A(K)} der Raum der Funktionen {\displaystyle f\colon K\to \mathbb {C} } bezeichnet, die auf {\displaystyle \mathbb {R} ^{n}} analytisch also ganze Funktionen sind. Der topologische Dualraum {\displaystyle A'(K)} ist der Raum der auf {\displaystyle K} getragenen analytischen Funktionale. Das heißt, es handelt sich um den Raum der Linearformen {\displaystyle u} auf {\displaystyle A(\mathbb {R} ^{n})}, die für alle Umgebungen {\displaystyle \omega } von {\displaystyle K} die Ungleichung
{\displaystyle |u(\phi )|\leq C_{\omega }\sup _{\omega }|\phi |}
für alle {\displaystyle \phi \in A(\mathbb {R} ^{n})} erfüllen. Der Raum {\displaystyle A'(K)} der auf {\displaystyle K} getragenen analytischen Funktionale ist also ein Distributionenraum. Mit {\displaystyle {\mathcal {E}}(\mathbb {R} ^{n})} wird der topologische Vektorraum der glatten Funktionen bezeichnet. Da {\displaystyle A(K)\subseteq {\mathcal {E}}(\mathbb {R} ^{n})} ein dichter Unterraum ist, kann man den Distributionenraum {\displaystyle \{u\in {\mathcal {E}}'(\mathbb {R} ^{n})\mid \operatorname {supp} (u)\subseteq K\}} mit einem Unterraum von {\displaystyle A'(K)} identifizieren.

## Definition

### Nach Mikio Sato
Eine Hyperfunktion in einer Dimension ist nach Sato durch ein Paar {\displaystyle (f,g)} holomorpher Funktionen, die durch einen Rand {\displaystyle \gamma } getrennt werden, dargestellt. In den meisten Fällen ist {\displaystyle \gamma } ein Teil der reellen Zahlenachse. In diesem Fall ist {\displaystyle f} in einer offenen Teilmenge der unteren komplexen Halbebene und {\displaystyle g} in einer offenen Teilmenge der oberen komplexen Halbebene definiert. Eine Hyperfunktion ist der „Sprung“ von {\displaystyle f} zu {\displaystyle g} über den Rand {\displaystyle \gamma }.

### Nach André Martineau
Sei {\displaystyle X\subset \mathbb {R} ^{n}} eine offene und beschränkte Teilmenge. Dann ist der Raum der Hyperfunktionen {\displaystyle B(X)} auf {\displaystyle X} durch
{\displaystyle B(X):=A'({\bar {X}})/A'(\partial X)}
definiert.

## Beispiele
Heaviside-Sprungfunktion
{\displaystyle \theta (x):=\left(\!\!\left|{\frac {1}{2\,\pi \,\mathrm {i} }}\,\log z,{\frac {1}{2\,\pi \,\mathrm {i} }}\,\log z-1\right|\!\!\right)}
Dirac-Heaviside-Deltafunktion
{\displaystyle \delta (x):={\frac {\mathrm {d} \theta (x)}{\mathrm {d} x}}=\left(\!\!\left|{\frac {1}{2\,\pi \,\mathrm {i} \,z}},{\frac {1}{2\,\pi \,\mathrm {i} \,z}}\right|\!\!\right)}